# Nando Paduano
Nando Paduano, all'anagrafe Ferdinando Paduano (Napoli, 15 luglio 1946 – Napoli, 12 aprile 2015), è stato un cantante italiano.

## Biografia
Nacque il 15 luglio 1946 a Napoli. La sua carriera inizia nel 1963 quando prende parte alla seconda edizione della Barca D'Oro, la due giorni della canzone italiana e napoletana, dove propone i brani Senza l'ammore mio e 'O zingariello eseguite in abbinamento con Mimmo Versace e Nino Fiore. Due anni dopo firma un contratto per l'etichetta Arcobaleno di Cesare Ruggiero ed incide due classici napoletani, Quanno tramonta 'o sole e Torna maggio. Successivamente firma un nuovo contratto discografico per l'etichetta GR per incidere famosi brani già editi.
Nel 1969, affermatosi come cantante-chitarrista, prende parte al Festival di Napoli dove esegue la scanzonata L'ostricaro in fantasia abbinato alla giovane Pina Iodice, brano che, tuttavia, non raggiunge la finale.
Dopo questa performance il cantante, nel biennio 70-71, prende parte alla Piedigrottissima e avrebbe dovuto partecipare alla XIX edizione del Festival napoletano se la manifestazione non fosse stata bruscamente annullata dalla RAI.
Dal 1974 comincia a dedicarsi ai classici della canzone napoletana pubblicando il 33 giri "Vocca 'e rose", album in cui sono raccolti ottimi motivi d'autore. L'anno seguente partecipa al I Festival Pirotecnico del Golfo di Napoli, dopodiché registra l'album "Paese mio" dedicato ai successi del Festival della Canzone napoletana, ad eccezione del motivo Paese mio firmato da Peppino De Filippo. Nel 1981 partecipa nuovamente al Festival di Napoli con il brano Quanto tiene tanto vaie. Dopo questa parentesi registra l'album "Sulo pe tte" dove, oltre al motivo festivaliero, sono presenti numerosi brani di cui è autore della parte musicale.
Successivamente l'attività del cantante, nonostante tournée in Italia ed Europa, rallenta considerevolmente dopodiché decide di dedicarsi ad altre attività.
Muore a Napoli il 12 aprile 2015 all'età di 68 anni.

## Discografia

### Album
- 1970: Amore a Napoli (SND Record, LP 703)
- 1971: Core spezzato (Revival Folk, RV 216)
- 1972: Canti spontanei di Carcerati del '600 ai giorni nostri (Revival Folk, RV 245)
- 1973: Nando Paduano  (Revival Folk, RV 253)
- 1985: Napoli Music Dance (GR, GR 558.000-1)

### Singoli
- 1965: Grazie... non bevo/Natale carcerato (Aiglon, AN 3201)
- 1966: Pazzarella/Nun so' nnato p'a' galera (Adler, QNC 114)
- 1966: Bella/Ma pecchè (Altair, AN 2002)
- 1967: Era la donna mia/Uno tranquillo (GR, GR 6045; lato B canta Luciano con i Principi)
- 1968: Core spezzato/Che nne saje (GR, GR 6122)
- 1968: Lacrema/'E figlie nun se lassano (GR, GR 6123)
- 1968: La felicità/Ho scritto fine (GR, GR 6126; lato A canta Barbara)
- 1968: Chiudi la tua finestra/Core spezzato (T&T, T.T. 6010)
- 1969: L'ostricaro in fantasia/Mamma d'oro (SND Record, NP 7004)
- 1970: Pazzarella/Nun so' nato p''a galera (T&T, 9040)
- 1971: Suspiracore/'O cumpare (Sound, 20022)